# Нюча-Тляпкуръяха
Нюча-Тляпкуръяха (также Нюдя-Тляпкуръяха) — река в России, протекает по территории Пуровского района Ямало-Ненецкого автономного округа. Начинается в небольшом озере в заболоченной местности на высоте 109 метров над уровнем моря, течёт в общем северо-восточном направлении. Берега лесистые, основные древесные породы — сосна и кедр, в низовьях встречается лиственница. Устье реки находится в 510 км от устья реки Пякупур по правому берегу. Длина реки составляет 27 км.

## Гидроним
Название происходит из лесного ненецкого языка, на котором звучит как Нюча тыљапэку дяха и имеет значение 'малая высохшая река'.

## Данные водного реестра
По данным государственного водного реестра России относится к Нижнеобскому бассейновому округу, водохозяйственный участок реки — Пур. Речной бассейн реки — Пур.
Код объекта в государственном водном реестре — 15040000112115300055127.